# 東北大学川内キャンパス
東北大学 川内キャンパス（とうほくだいがく かわうちキャンパス）は、宮城県仙台市青葉区川内に所在する、東北大学の4つあるキャンパスの一つである。

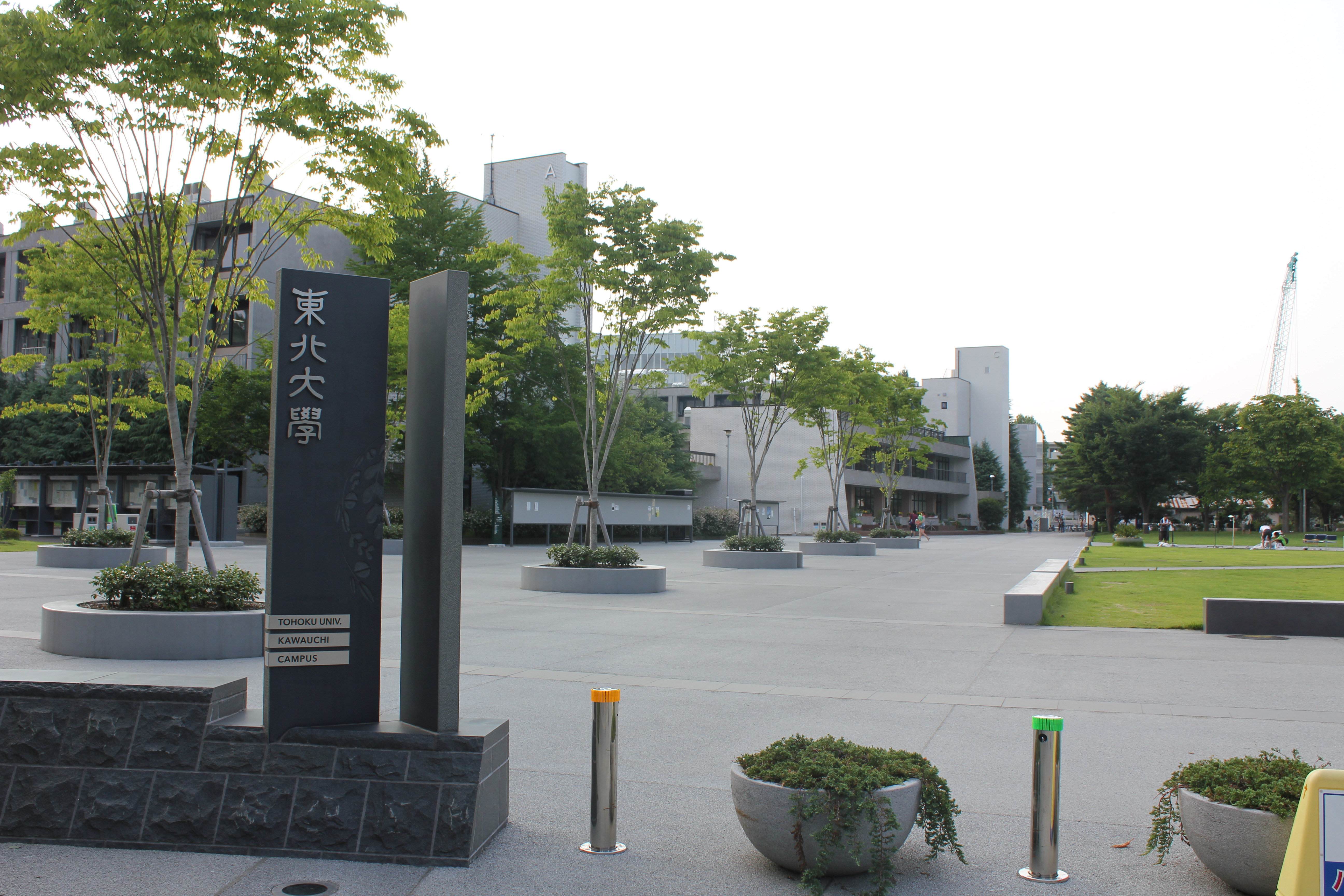
川内北キャンパス

## 概要
東北大学の全学教育が行われる川内北キャンパスと文科系学部・研究科の講義棟や研究室および東北大学附属図書館本館が立地する川内南キャンパスを擁する。川内北キャンパスと川内南キャンパスは道路により、隔てられている。総敷地面積は817,777m2である。
東側は青葉通り大橋から仙台国際センターを経て澱橋に至る道路で区切られ、旧仙台商業高等学校跡地、仙台第二高等学校と接している。西側は川内山屋敷の住宅地と接しており、北側は橋を経て川内三十人町に至る市道（都市計画道路川内旗立線）が通り、市道南側が東北大学となっている。
戦前は日本軍の演習地として、戦後まもなくは在日米軍の駐屯地として使用されていた土地を東北大学が取得し、川内キャンパスが設置された。

## 歴史
学制改革のもと、1949年5月31日に国立学校設置法が公布され、同年6月に東北大学が4年制の新制大学になるに伴い、仙台市所在の官立学校（第二高等学校、仙台工業専門学校、宮城師範学校、宮城青年師範学校、宮城県女子専門学校）が東北大学へと組み込まれ、第一教養部（文学部、法学部、理学部、農学部の前期課程を担当）、第二教養部（経済学部、理学部、工学部の前期課程を担当）、第三教養部（文学部、法学部、経済学部、農学部の前期課程を担当）、教育教養部（教育学部の前期課程を担当）と4つの教養部が置かれた。しかし、第一教養部は富沢、第二教養部は南六軒丁、第三教養部は向山、教育教養部は北七番丁に所在しており、この教養部の散在状況のために学生・教官らは通勤・通学のために多大な労力を費やした。そこで、1952年に第三教養部が第一教養部に統合され、1957年に第二教養部が第一教養部に統合されたが、第一教養部のある富沢は片平から遠距離にある上、交通の便が悪いため、第一教養部（のちに富沢分校と改称）の立地問題は東北大学にとって切実な問題であった。

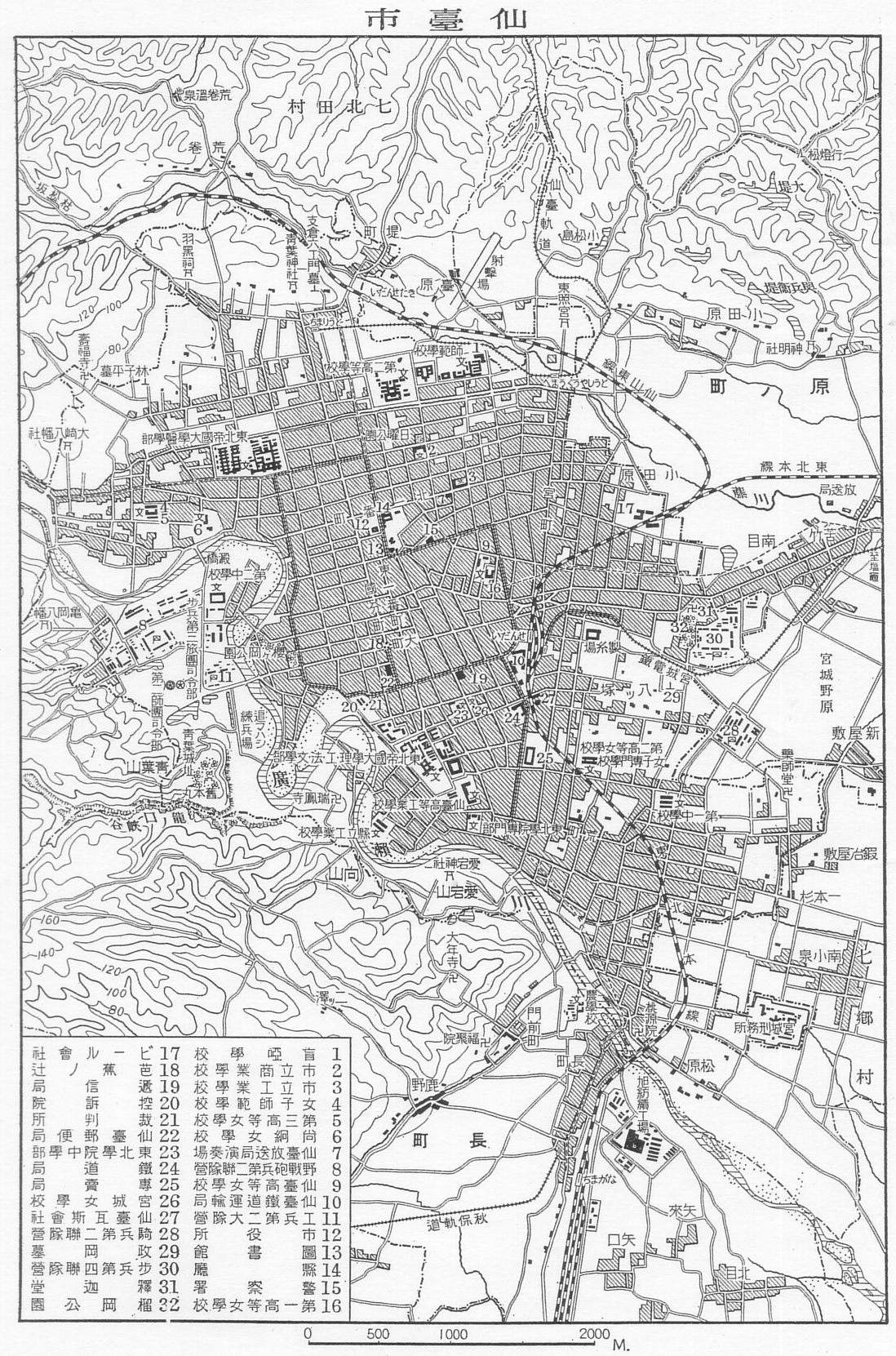
1930年代の仙台市市街の地図。西端に日本陸軍第二師団司令部（現：東北大学川内キャンパス）が見える。

昭和30年代、米軍が在日駐留人数を縮小させるに伴って、在日米軍川内キャンプおよび苦竹キャンパスの日本への返還が具体性を帯びてきていた 。297万平方メートルもの面積を誇る川内キャンプは旧日本陸軍第二師団司令部があったこともあり、陸上自衛隊が利用することを検討していたほか、仙台城跡を中心にその一帯を近代的な公園とすることを望む仙台市・宮城県、近くに飛行場があるため爆音に悩まされている国立玉浦療養所、大学の住宅や教養部として利用したい東北大学が川内キャンプの獲得に向けて動いていた。
結果的に国有財産東北地方審議会において、東北大学が川内キャンプ跡の一部を教育学部・教養部・理学部附属植物園として使用することが報告され、東北大学富沢分校および北分校が川内へと移転することが決定した。富沢分校は川内分校へ、北分校は川内東分校へと改称されるも両者は教養部法制化の一環で廃止され、教養部が設置された。川内分校の教官および川内東分校の教官のうち一般教養科目を担当する教官が新教養部の教官となった。富沢から移設された教養部はしばらく駐留米軍の白いペンキ塗りの兵舎を改造して教育・研究を行っており、米軍軍人やその家族のために設置されていた教会は大講義室として使用されていた。
1993年3月に教養部が廃止され、教養教育が全学教育へと改められてからも、東北大学全学部の1年生、2年生はこのキャンパスで全学教育の講義を受けることとなっている。

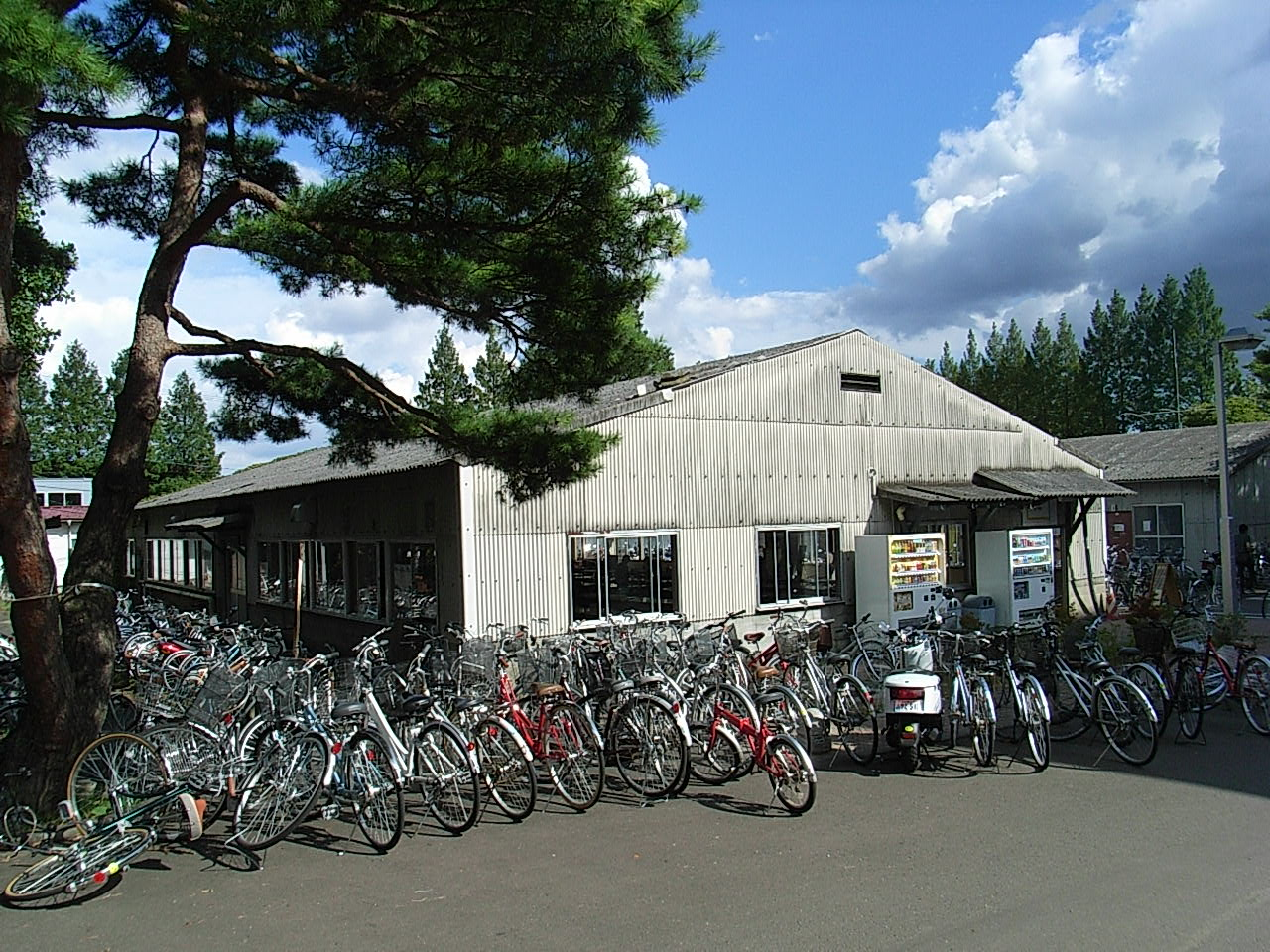
川内第二食堂

2008年7月25日に川内第二食堂（通称：貧民食堂、貧食）が仙台地下鉄東西線の工事を機に閉店した。川内第二食堂は、1967年開店から四十年以上に営業を続けていたプレハブ造りの食堂で、値段が安く当時の学生らは頻繁に足を運んでいた。現在、川内第二食堂の後継として、サブアリーナ棟内にBee ARENA Cafeが存在する。

### 沿革
- 1957年（昭和32年）11月 - 川内一帯（川内キャンプ）が日本へと返還される。
- 1958年（昭和33年）
  - 4月 - 東北大学富沢分校および北分校が川内へ移転[22]。また、理学部附属青葉山植物園を川内に設置[22]。
  - 9月15日 - 東北大学富沢分校が川内分校に改称[22]。
  - 10月1日 - 東北大学北分校が川内東分校に改称[22]。
- 1960年（昭和35年） - 理学部附属青葉山植物園が理学部附属植物園に改称[23]。
- 1964年（昭和39年）4月1日 - 東北大学教養部が法制化され、川内分校と川内東分校が統合[24]。それに伴い川内東分校は教育学部分校となる[25]。
- 1967年（昭和42年） - 川内第二食堂開店[20]。
- 1971年（昭和46年）4月 - 新講義棟（A棟・B棟・C棟）および新管理棟が完成[26]。
- 1972年（昭和47年） 10月 - 東北大学附属図書館が川内キャンパス内に竣工[27]。
- 1973年（昭和48年） - 8月から9月にかけて文科系学部の移転が実施された[28]。
- 1974年（昭和49年）4月 - 体育館、武道館が完成[26]。
- 1978年（昭和53年）6月12日 - 宮城県沖地震が発生し、被災[29]。
- 1993年3月 - 教養部が廃止され、教養教育課程が全学教育課程へと改組[18]。
- 2008年（平成20年）7月25日 - 川内第二食堂閉店[20]。
- 2010年（平成22年）1月 - キッチンテラスクラールとbush clover caféが開業[30]。
- 2015年（平成27年）12月6日 - 仙台市営地下鉄東西線川内駅が開業[31]。

## 川内北キャンパス

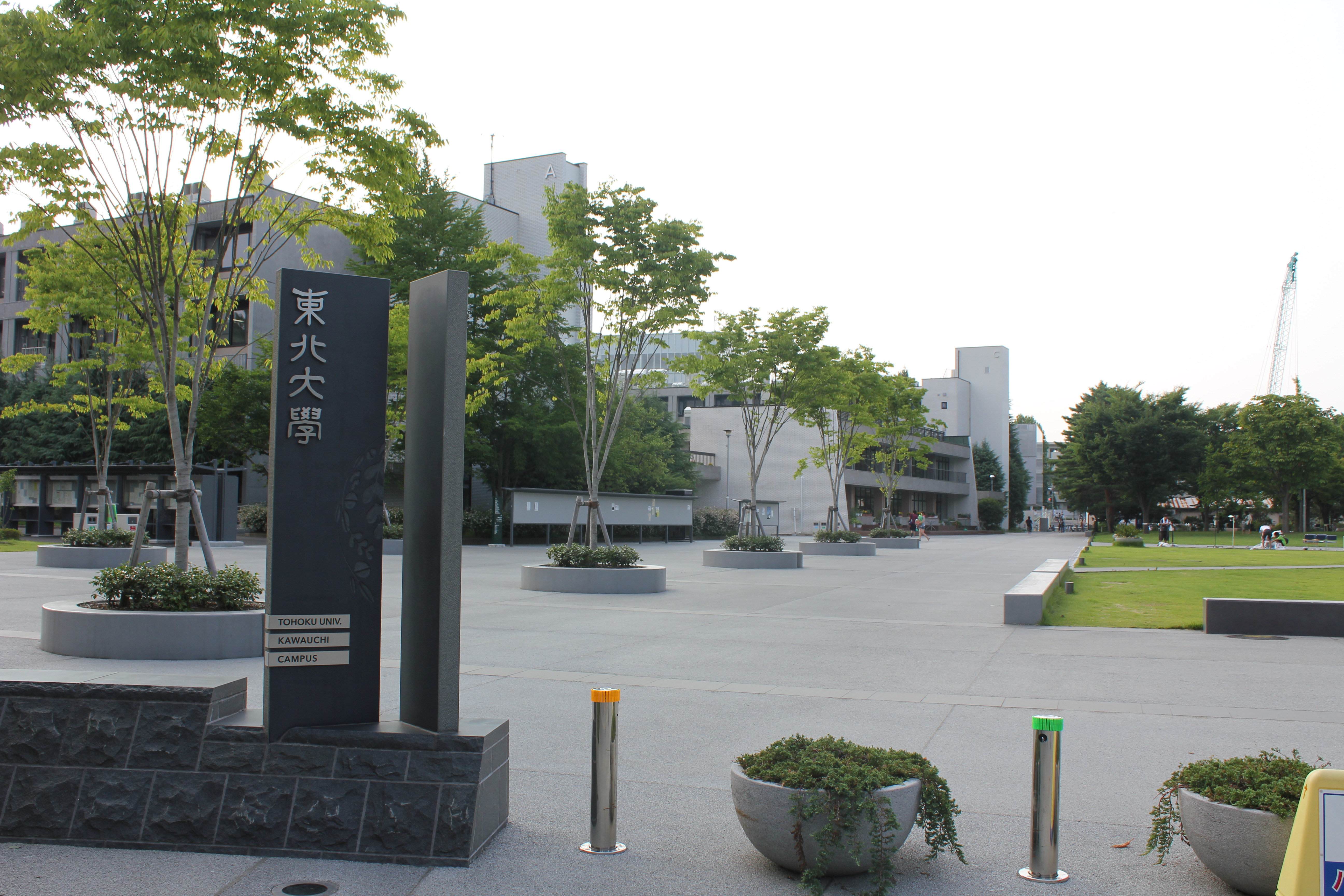
川内北キャンパス

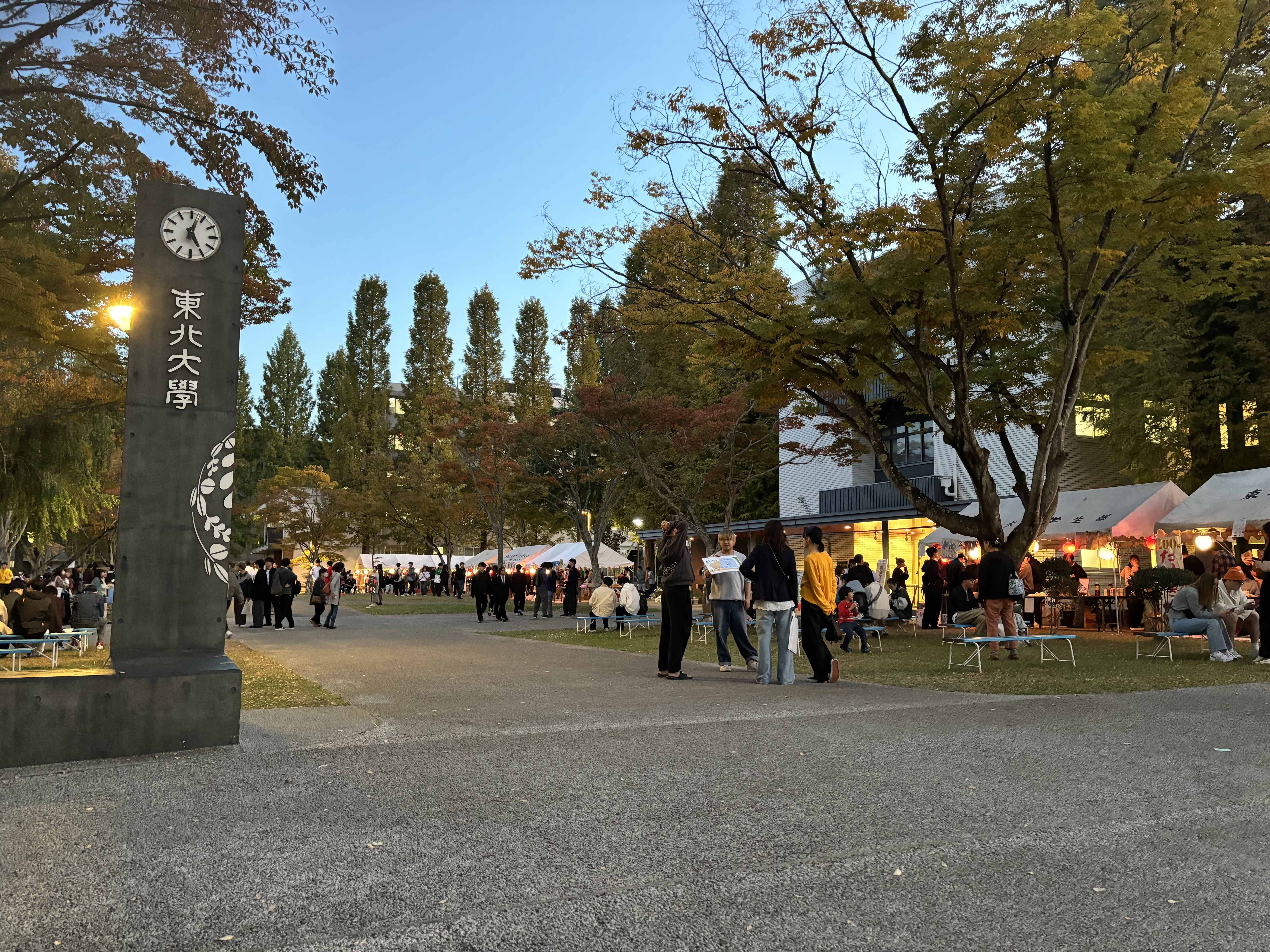
川内北キャンパスで開かれる東北大学祭

通称は川北キャンパス。川内北キャンパスでは全学教育が行われており、1・2年生が最も頻繁に通うキャンパスである。そのため入学シーズンにはサークル勧誘が盛んに行われる。このほか、多くのサークルが部室を持ち、さらに東北大学祭の会場でもあるため、一年を通して最も活気にあふれている。
使用学部
文学部、教育学部、法学部、経済学部、理学部、医学部、歯学部、薬学部、工学部、農学部
使用研究科等
国際文化研究科
使用附属施設
東北アジア研究センター、高度教養教育・学生支援機構、データ駆動科学・AI教育研究センター
敷地の変遷
仙台城二の丸→官軍占領→東北鎮台→仙台鎮台→陸軍第2師団→GHQ/SCAP占領→東北大学

### 施設

#### Aエリア
Aエリアは川内北キャンパスの西側に位置しており、講義棟A棟・B棟・C棟を中心に全学教育が実施されるほか、サークル棟が位置しているため、一部のサークルが活動している。

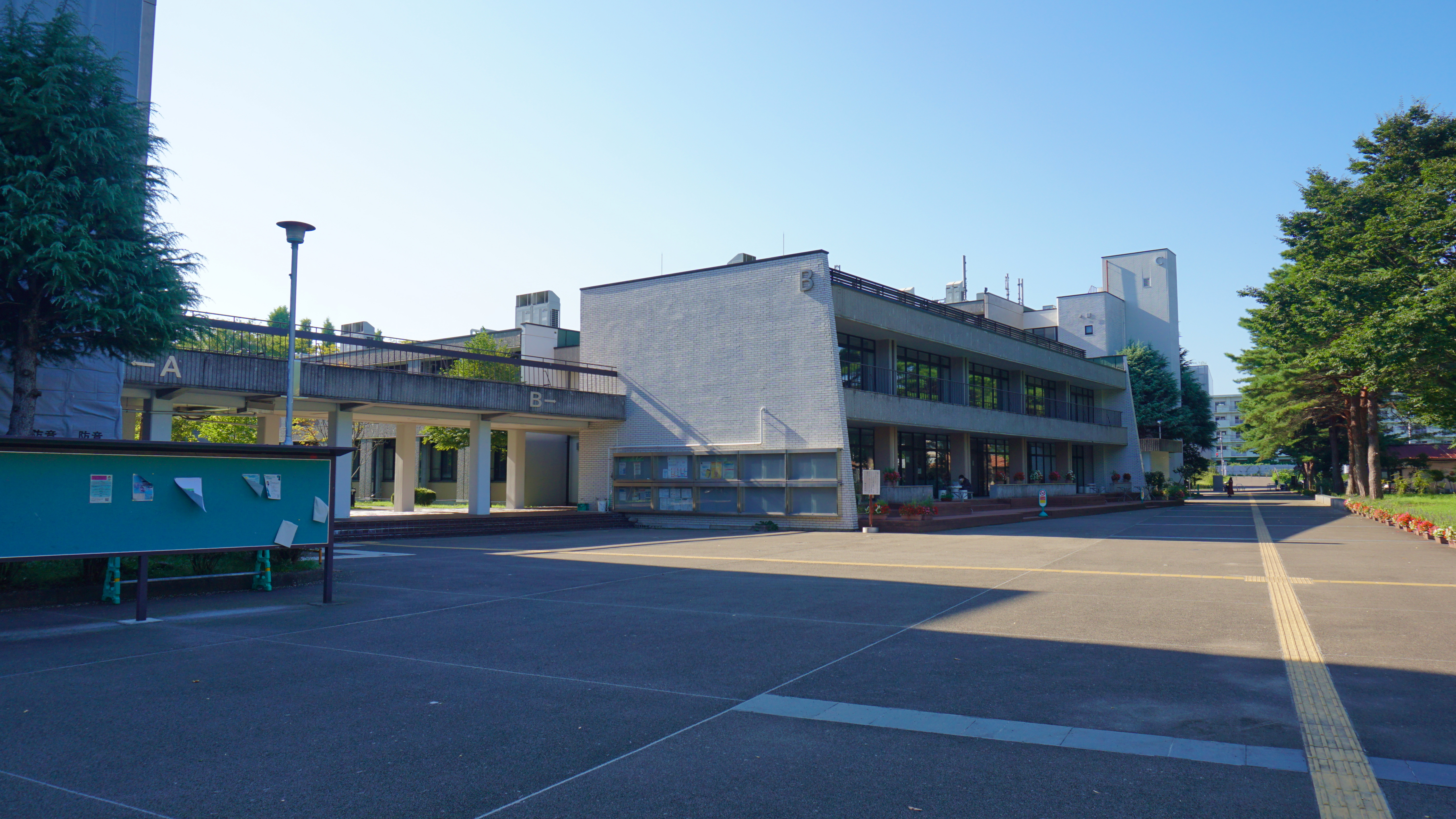
講義棟B棟（A03）

- 教育・学生総合支援センター（A01）
- 講義棟A棟（A02）
- 講義棟B棟（A03）
- 講義棟C棟（A04）
- マルチメディア教育研究棟（A05）
- 学生実験棟（A06）
- 川北合同研究棟（A07）
- 国際文化研究棟（A08）
- 保健管理センター（A09）
- 教育研究基盤支援課4（A10）
- 教育研究基盤支援課5（A11）
- 国際交流棟（A12）
- 学生相談所（A13）

#### Bエリア
Bエリアは川内北キャンパスの東側に位置しており、川内体育館や川内サークル部室棟を中心に部活動・サークル活動が行われているほか、川内の杜ダイニング・キッチンテラスCouleur・Bee ARENA Caféの三つの食堂や購買、理髪店、眼鏡ショップ、カフェなどの厚生施設が位置する。

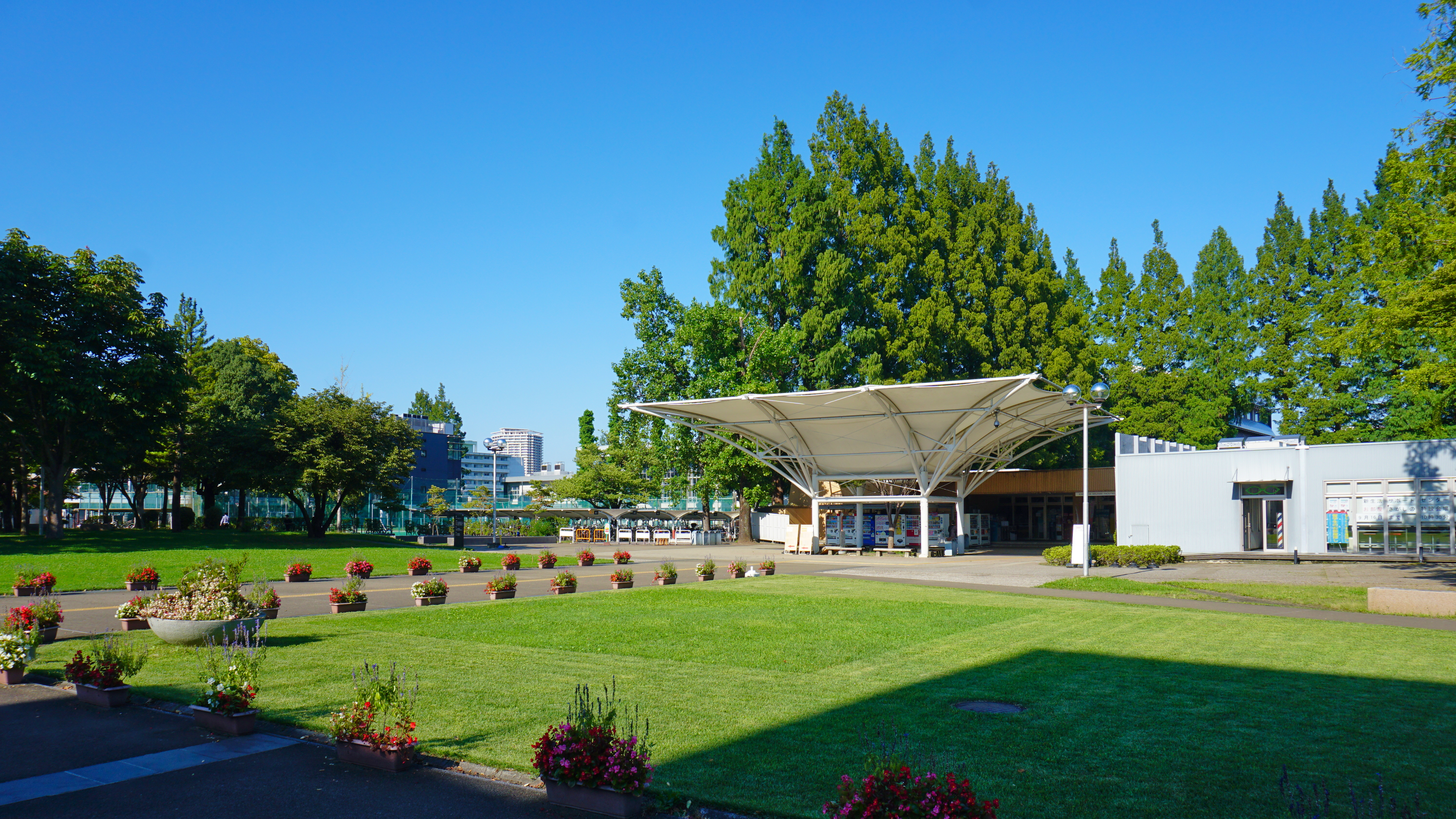
川内厚生会館（B01）

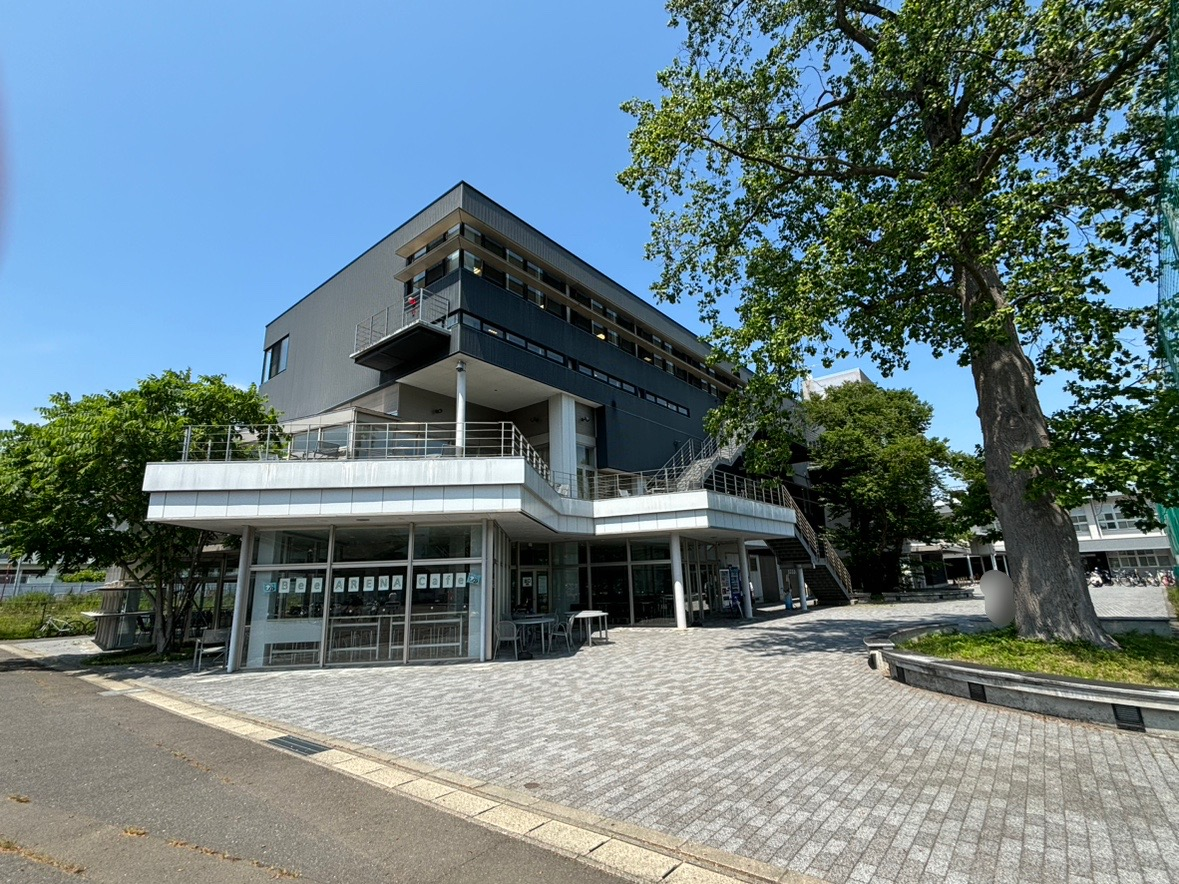
川内サブアリーナ（B05）

- Sky KAWAUCHI Forest（川内厚生会館）（B01）
  - Skyが命名権を取得し、2024年8月1日より現愛称が使用されている。契約期間は2029年7月30日までの5年間[36]。
- 川内サークル部室棟（B02）
- 川内課外活動共用施設（B03）
- 川内体育館（B04）
- 川内サブアリーナ（B05）

## 川内南キャンパス
川内南キャンパスには、文系学部・研究科の講義棟や研究室、附属図書館本館が設置されている。
使用学部
文学部、法学部、経済学部、教育学部
使用研究科等
文学研究科、法学研究科、経済学研究科、教育学研究科
使用附属施設
附属図書館本館・同2号館、植物園本館・同記念館、東北大学百周年記念会館
敷地の変遷
仙台城二の丸→官軍占領→東北鎮台→仙台鎮台→陸軍第2師団→GHQ/SCAP占領→東北大学文系学部

### 施設

#### Cエリア
Cエリアは川内南キャンパスの西側に位置しており、文科系学部・研究科の施設が立地する。
- 東北大学附属図書館本館・2号館（C01）
- 入試センター（C02）
- 文・法合同研究棟（C11）
- 法学研究科棟（C12）
- 文学研究科棟（C13）
- 文科系総合研究棟（C14）
- 文科系合同研究棟（C15）
- 経済学研究科棟（C16）
- 経済学研究科演習室（C17
- 中講義棟（C18）
- 文科系総合講義棟（C19）
- 文科系厚生施設（C20）
- 植物園本館（C31）
- 植物園津田記念館（C32）

#### Dエリア
Dエリアは川内南キャンパスの東側に位置しており、東北大学百周年記念館と弓道場が立地する。

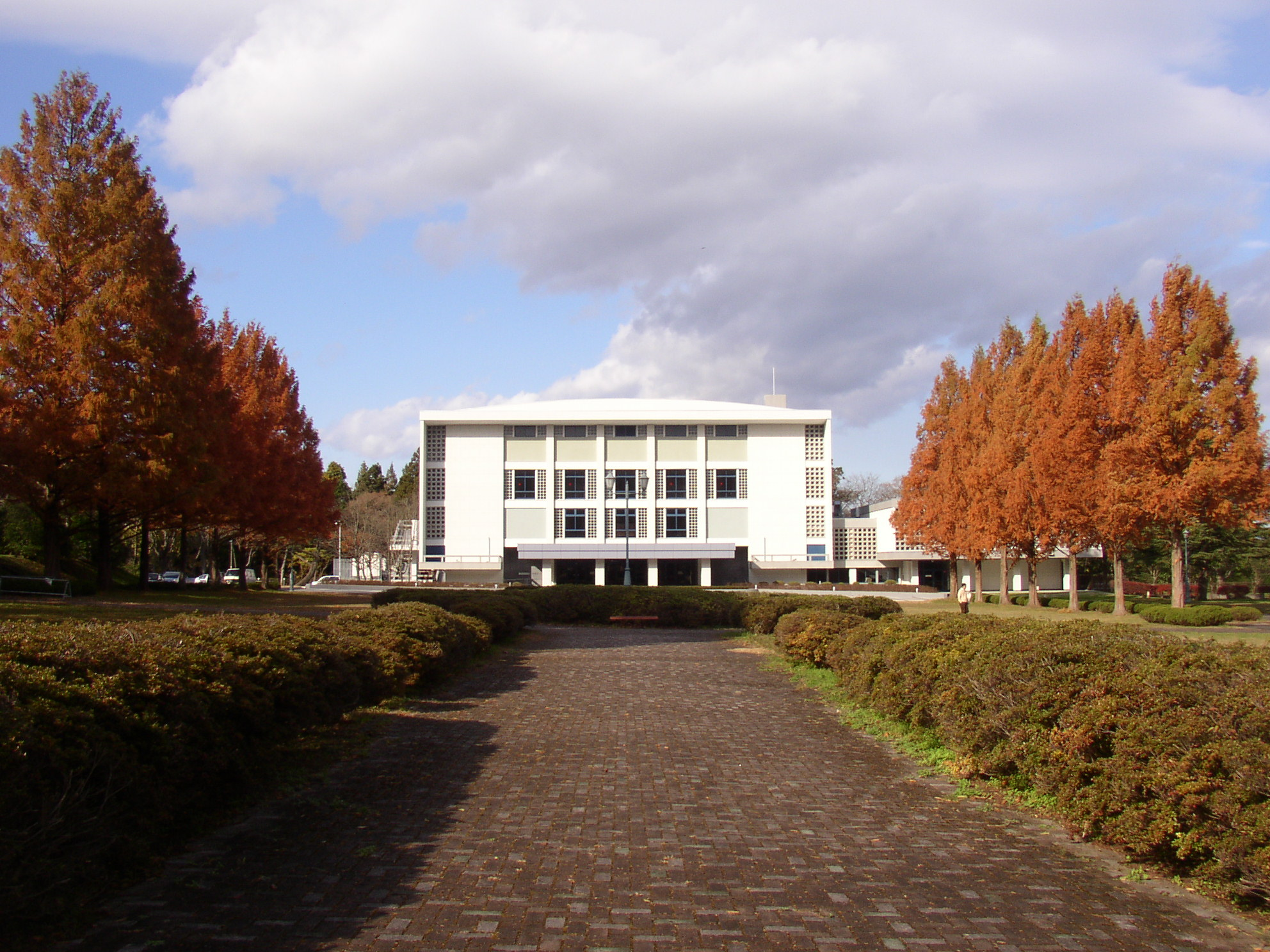
東北大学百周年記念会館（D01）

- 東北大学百周年記念会館（D01）
- 弓道場（D02）

## アクセス
鉄道
仙台市地下鉄東西線 - 川内駅 下車 徒歩0分
仙台市地下鉄東西線 - 国際センター駅 下車 西1口より徒歩5分
バス
仙台市営バス - 川内駅 下車 徒歩0分
東北大学キャンパスバス - 入試センター 下車 徒歩0分
東北大学キャンパスバス - 植物園入口 下車 徒歩0分

## 事件
大学臨時措置法反対闘争
大学紛争に対処するために国会に提出された「大学の運営に関する臨時措置法」が大学自治を侵すものであるとして、東北大学を含む全国各地の大学から強い異議が出されていた。東北大学では、1962年6月2日に大学臨時措置法に反対する学生らにより片平キャンパスが封鎖、機動隊がこれを鎮圧するという事件（六・二事件）がおこっていた。これにより、態度を硬化させた全共闘系学生らにより 、態度を硬化させた全共闘系学生らは過激化していくこととなった。6月4日、全共闘系学生約400名が、川内記念講堂で行われる「大学立法に関する全学討論集会」のために参集していた学生らを襲撃し、講堂を占拠した。翌日、全共闘系学生らは教養部管理棟を占拠・バリケード封鎖し、約200名で立てこもり、さらに6日には理科実験棟も封鎖された。しかし、7日には、民青系学生らが実力を行使して封鎖を解除しようとしたことから、激しい攻防戦が始まり、攻防に参加した学生や救助活動をした職員など、200名以上にわたる負傷者がでた。6月25日には、全共闘系学生らが再び理科実験棟をバリケード封鎖し、教職員らが封鎖解除のため、対応にあたった。学生らの抵抗にあい、3週間近くにわたり教養部管理棟が封鎖されていたものの、11月23日に機動隊が投入され、ようやく封鎖解除がなされ、講義は12月2日に、理科実験は2月4日に再開された。
学費値上げ反対闘争と大量留年事件
1970年代、多くの私立大学は学費の値上げを実行しており、学生らは強い不満を持っていた。一方、東北大学を含む国立大学は学費が年額1万2000円と定められたまま、据え置かれており、私立大学と比べると、わずか13%という状態となっていた。そこで、国立大学と私立大学の学費格差の是正や国家財政の財源拡充のために大蔵省は授業料を1万2000円から3万6000円へと一挙に3倍にするという大幅値上げをする予算案を文部省に提示し、これが採用されることとなった。これに対して、全国の国立大学で大きな反対運動が起きた。東北大学では、学費値上げ反対の立て看板を並べる、ビラを配る、講義を妨害するといった抗議活動が行われた。その後、全共闘系の学生により、1972年1月31日に講義棟Aが封鎖され、2月末までにはB・Cとも封鎖された。講義棟ではドア、壁、ガラス窓など至るところで施設破壊や落書きが行われた。しかし、加藤陸奥雄学長により、機動隊が投入され、3月19日に封鎖が解除された。講義棟封鎖をうけて、2月4日に予定されていた学年末試験は3月20日から、機動隊による警備の下、行われることとなった。試験会場となる講義棟では入構するために学生証の提示が求められていたが、この大学の姿勢に反発した学生数百名が座り込みや集会を実施した。2月24日には2,260名もの学生が参加する学生大会が開催され、「機動隊の撤退」「試験のボイコット」などの議案が賛成多数で可決され、結果として教養部の6割以上の学生が試験をボイコットし、ボイコット学生らによる妨害行動は連日行われた。試験ボイコットにより、1,461名の留年者（留年率は58.3%）が出ることとなった。大量留年の決定をうけて学生らは「学生大会の無期限スト決定に従ったまでだ」「大量留年は授業料値上げ反対闘争に対する報復措置である」と主張し、教養部構内で抗議活動を行い、教官らに留年措置の撤回や自己批判をするように要求した。さらに、教官軟禁、教官に対する暴行が頻発した。